# Niboshi

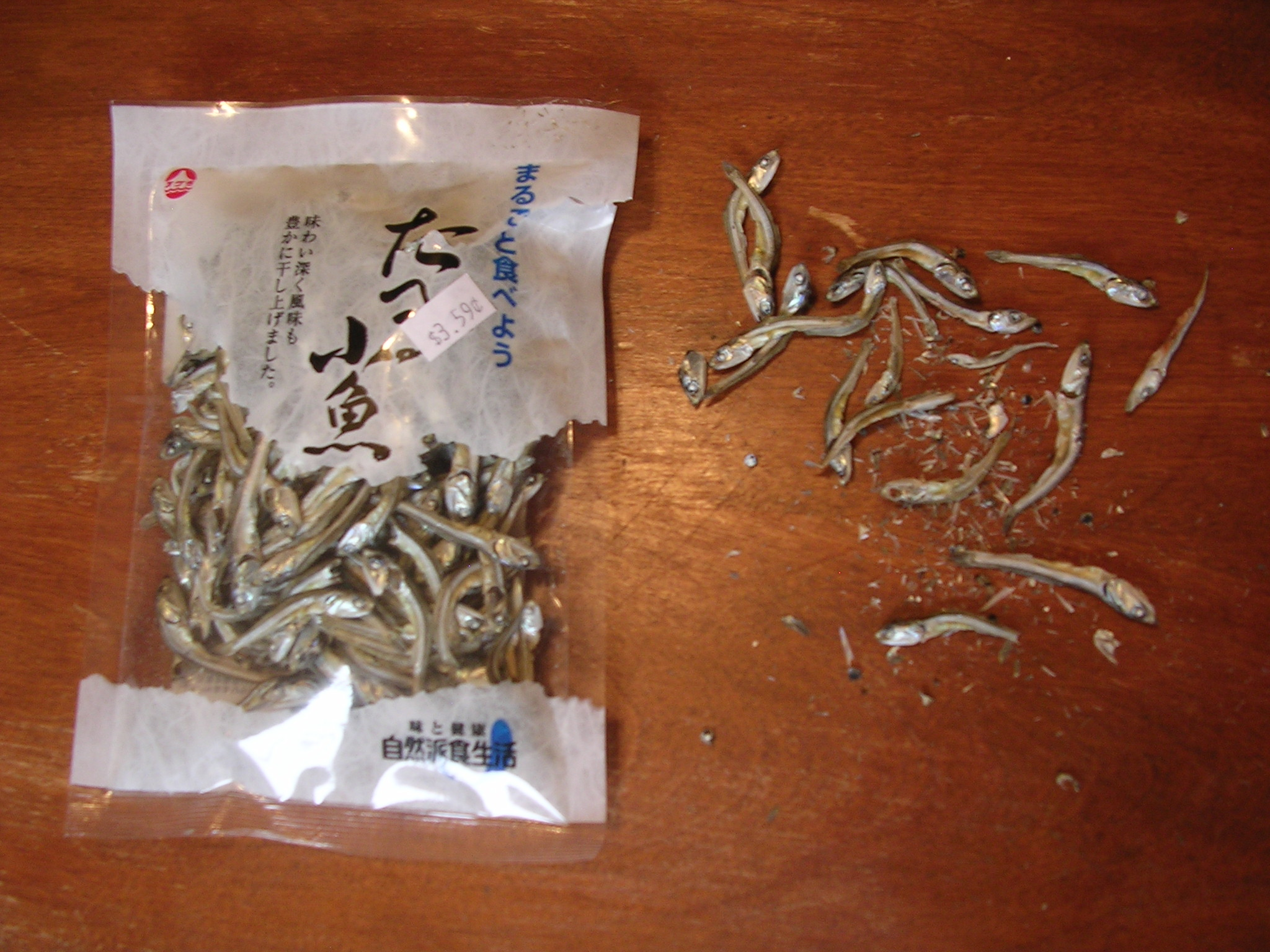
En förpackning niboshi

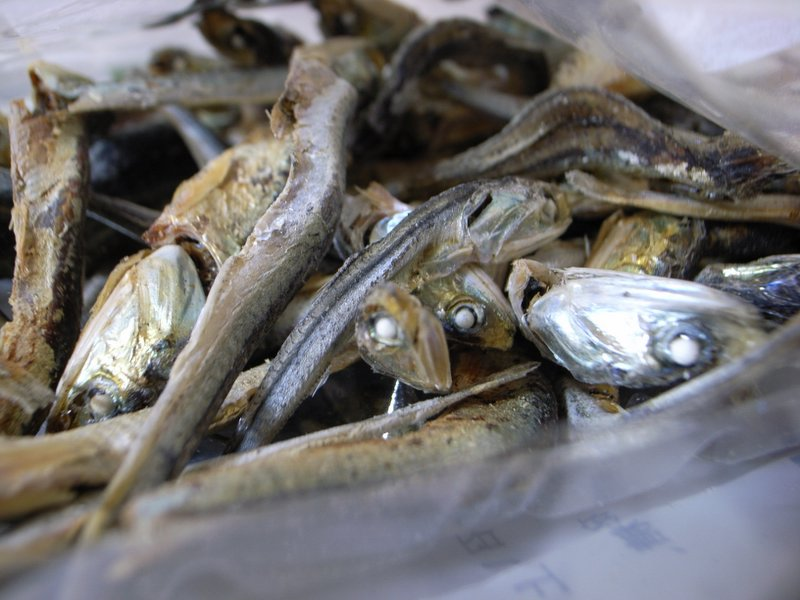
Niboshi

Niboshi (煮干し?) är japanska torkade sardinyngel som i huvudsak används för smaksättning av soppor och buljonger i det japanska köket. Niboshi dashi är en vanlig sorts dashi som används som bas för misosoppa.